# Горєлов Іван Миколайович
Горє́лов Іва́н Микола́йович (Володи́мир Дави́дов) — російський актор українського походження, Народний артист РСФСР (1922). Створив галерею реалістичних портретів, театральний педагог, наставник.

## Життєпис
Народився 1 січня 1849 р. в м. Новомиргород Херсонської губернії (тепер Кіровоградська обл.). Працював у трупі П. Медведєва в Одесі, а з 1880 р. — в Александрінському театрі в Петербурзі, також в Архангельську.

### Дитинство та початок акторської кар'єри
Народився в Новомиргороді Херсонської губернії в благополучній дворянській сім'ї військового. З дитинства виявляв пристрасть до лицедійства, вже гімназистом в Тамбові зіграв такі ролі як Бобчинський у «Ревізорі» М.Гоголя, Пімен в пушкінському «Борисі Годунові», Сваха в «Весіллі» Гоголя, Простакова в «Недорослі» Д.Фонвізіна.
Не зумівши вступити до Московського університету, проводив весь час на спектаклях Малого театру, познайомився з творчістю його корифеїв: І. Самаріна, С. Шумського, В. Жівокіні тощо. Безпосередню участь у долі юнака проявив І.Самарін, давши йому перші уроки акторської майстерності та рекомендацію в Орловську трупу «на виходи».
У 1867—1880 виступав на сценах провінції, перегравши десятки різних за масштабом і амплуа ролей (всього він зіграв 547 ролей).
Блискуче грав у дивертисментах, виступаючи як куплетист і оповідач, фокусник і виконавець пісень і романсів. Музикальність сприяла успіху актора в модній опереті (переграв весь оперетковий репертуар провінції), а також у старовинних водевілях, де необхідно було бездоганне володіння пластикою. Головним було освоєння класичного російського репертуару. Його талант найбільш повно розкрився в знаменитій антрепризі П. М. Мєдвєдєва. Починаючи з амплуа «простаків», у якому виділявся, привертає оптимізмом, щирістю і завзяттям, Давидов також освоював ролі протилежного плану (Арбеніна в лермонтовському «Маскараді»).
Цілу галерею людських типів зіграв в драматургії А. М. Островського, який надзвичайно цінував неабиякого артиста. Перші свої ролі в цьому репертуарі (Іполіт — «Не все коту масляна», Бальзамінів — «Одруження Бальзамінова») пропрацював під керівництвом А. І. Шуберта. У п'єсі «Гроза» зіграв Кудряша, Бориса і Тихона. А в п'єсі «Ліс» грав Буланова і Аркашку, в «Скажених грошах» — Василькова і Кучумова, в «Дохідному місці» — Білогубова, Жадова, Юсова, в «Безприданниці» — Карандишева і Робінзона; Мурзавецького в «Вовках і вівцях»; Бородкіна в «Не в свої сани не сідай» і т. д. Роль Подхалюзіна в п'єсі «Банкрут або свої люди — розрахуємося» Островський репетирував з артистом особисто.
У провінції взявся за ролі, що супроводжували його все життя, таким як Расплюєв з «Весілля Кречинського» А. В. Сухово-Кобиліна, згодом став зразком акторської майстерності у справі створення типового образу російської дійсності, який поєднував комічність характеру з сатиричною гіркотою і співчуттям до зниклої та знедоленої людини.

### Майстер сцени
З 1880 став актором імператорського Александрінського театру. Продовжував орієнтуватися на зразки російської класики. Доводив до досконалості одну з улюблених ролей, Митрофана в «Недорослі» Фонвізіна, відсвяткував 50-річчя «Ревізора» М.Гоголя ролями Городничого, зігравши також Подколесіна з «Одруження», Замухришкіна в «Гравцях» та інші гоголівські ролі, вразивши не тільки тонкощами майстерності, а й точним проникненням в гоголівський гумор. Однією їх характерних рис комедійного дарування була відсутність комікування. І чим серйозніше був актор в ролі, тим смішніше виглядав той чи інший характер. Сатиричним фарбам волів людський підхід до своїх героїв, народжує сплав іронії й драматизму, розуміння сміху, близьке гоголівського.
На одному зі своїх портретів Давидов написав: «… Сміх — велике діло! Ще Гоголь сказав, що сміх створений на те, щоб сміятися над усім, що ганьбить справжню красу людини …». У цих словах сформульована гуманістична основа світлого, життєствердного мистецтва актора, заснована на споконвічній оптимістичній вірі у світлі сторони життя і людини. Давидову був чужий песимізм, а з ним мистецтво нових форм на рубежі століть.
У 1886—1888 — він у театрі Ф. А. Корша. Його поява в Москві стало театральною подією. Зіграв Городничого і Фамусова в Грибоєдівському «Горі від розуму». Познайомив Москву зі «Справою А. В. Сухово — Кобиліна», воскресив роль Мошкина з тургенєвських «Нахлібників». Головною подією того періоду став вихід Давидова у чеховському Іванові, а пізніше в постановці Чайки, потерпілої невдачу в Олександрійському театрі (у 1896 Чехов зазначив з позитивного боку лише гру В. Ф. Коміссаржевської та Давидова у ролі Соріна).
У 1888 під тиском громадської думки дирекція Александрінського театру добилася повернення Давидова у Петербург, де він прослужив до 1924 року. Кількісно список зіграних ним за той час ролей набагато перевищує якісну сторону сценічного матеріалу. До галереї гоголівських типів за цей час додався Чичиков в інсценуванні «Мертвих душ», ряд значних ролей в пізніх п'єсах О. М. Островського. З теплотою і співчуттям до маленької людини грав Оброшенова в «Жартівниках». Не пройшли повз і п'єси Л. М. Толстого («Плоди освіти», «Влада темряви»). На підмостках різних театрів долучився до творчості О. М. Горького (Лука, Бессєменов в п'єсах «На дні», «Міщани»).
Це свідчить про його інтерес до сучасних пошуків театру, попри стійке неприйняття ним мистецтва режисури. Він був переконаний в самодостатності акторської творчості і його пріоритеті в системі театру. Звертався і до класики зарубіжної. Яскраві фігури були відтворені їм у таких ролях, як Гарпагон («Скупий»), Скапен («Витівки Скапена»), Журден («Міщанин-шляхтич»), Жорж Данден («Жорж Данден»), Сганарель («Школа чоловіків»), Оргонт («Тартюф»). Його виконання відрізнялося життєрадісністю і відсутністю грубої буфонади. Близький Давидову був і шекспірівський театр. Тільки в Гамлеті зіграв кілька ролей: могильника та актора, Лаерта, Полонія і Клавдія. Блискуче грав у шекспірівських комедіях, граючи Клюкву («Багато шуму з нічого»), Груміо («Приборкання норовливої»), Фальстафа («Віндзорські пустунки»). У 1924 на запрошення А. І. Южина виступає на сцені Малого театру. Останньою роллю стала роль Матроса в однойменній п'єсі Соваж і Делюр'є.

### Театральний наставник
З 1883 викладав у Петербурзькому театральному училищі, стверджуючи реалістичний метод розкриття людського характеру. Серед учнів Давидова: В. Ф. Коміссаржевська, Н. Н. Ходотов, Л. С. Вівьен та інші. Його називали спадкоємцем традицій. «Виступаючи наступником могікан російського театру, він ввібрав заповіти М.Щепкіна правди життя в мистецтві, психологічну тонкість і демократичний гуманізм А.Мартинова, життєве повнокров'я і реалістичну конкретність П. Садовского, віртуозну техніку В.Самойлова. Синтезуючи найкращі традиції минулого, Давидов … виробив свій метод і стиль», — писали С. С. Данілов і М. П. Португалова. У процесі роботи над роллю категорично відкидав шлях до творчості через натхнення. Його шлях йшов від кропіткої вдумливої роботи розуму і серця до емоційного злету і творчої свободи.
Помер 23 червня 1925 р. в Москві.

## Фільмографія
Знімався у фільмах:
- «Весілля Кречинського» (1908, Расплюєв),
- «Очі Баядерки» (1913, Шаль).